# Bertold Witte
Bertold Witte (* 17. Januar 1937 in Essen) ist ein deutscher Geodät und emeritierter Hochschulprofessor.

## Leben und Wirken
Bertold Witte studierte Geodäsie an der Rheinischen Friedrich-Wilhelms-Universität in Bonn und war dort anschließend wissenschaftlicher Assistent bei Helmut Wolf und Walter Hofmann. Während mehrjähriger Forschungsaufenthalte in den USA zur Erdmessung promovierte ihn die Rheinische Friedrich-Wilhelms-Universität zum Dr.-Ing. Dissertationsthema war Die Berechnung von Horizontalableitungen der Schwerestörungen im Außenraum der Erde aus einer Entwicklung des Potentials nach Kugelfunktionen. 1971 habilitierte Bertold Witte zum Thema Berechnungsverfahren für die Bestimmung des Erdschwerepotentials aus Doppler-Beobachtungen mit Hilfe des Modells einer einfachen Schicht.
Die Rheinisch-Westfälische Technische Hochschule Aachen ernannte ihn 1974 zum apl. Professor und 1977 zum Lehrstuhlinhaber für Geodäsie und Direktor des Geodätischen Instituts. Ein Schwerpunkt seiner Forschungsarbeit bildete die Entwicklung von Eich- und Kalibrierverfahren für geodätische Instrumente. Von 1989 bis 2002 war Bertold Witte in der Nachfolge von Hermann Seeger Lehrstuhlinhaber für Geodäsie und Direktor des Geodätischen Instituts an der Rheinischen Friedrich-Wilhelms-Universität Bonn. Seit 1978 ist er Mitglied der Deutschen Geodätischen Kommission.
Bertold Witte ist Autor des Standardwerks Vermessungskunde und Grundlagen der Statistik für das Bauwesen, das 2015 in der 8. Auflage erschienen ist. Er ist Mitherausgeber der Fachzeitschrift Flächenmanagement und Bodenordnung.
Von 2008 bis 2016 war Bertold Witte Vorsitzender des Kuratoriums des Förderkreises Vermessungstechnisches Museum.